# Andrzej Nils Uggla
Andrzej Nils Uggla (ur. 30 marca 1940 w Warszawie, zm. 27 stycznia 2011 w Uppsali) – literaturoznawca, badacz relacji szwedzko-polskich oraz historii emigracji polskiej w Szwecji, profesor Uniwersytetu Uppsalskiego.

## Życiorys
Syn Hjalmara i Zofii Zbrodzińskiej, wychował się w Olsztynie. Absolwent polonistyki na Uniwersytecie Gdańskim (1966), gdzie był seminarzystą Marii Janion. W wieku 26 lat wyjechał do Szwecji, gdzie od 1977 roku pracował w Instytucie Slawistyki, a później Instytucie Badań nad Wielokulturowością Uniwersytetu w Uppsali. W ramach tego drugiego współtworzył seminarium historii Polski oraz dwujęzyczne wydawnictwo Acta Sueco Polonica. Publikował prace z pogranicza literatury, kulturoznawstwa i socjologii. Przełożył na szwedzki m.in. dramaty Witkacego i Stanisława Wyspiańskiego. Był autorem ponad 150 artykułów naukowych, szkiców i monografii. Utrzymywał kontakty z wieloma wybitnymi ludźmi polskiej kultury, między innymi z reżyserem Jerzym Kreczmarem przy okazji jego ostatniej realizacji reżyserskiej jaką był Mistrz Olof Augusta Strindberga.
Uggla był członkiem Związku Pisarzy Polskich na Obczyźnie (Londyn), Stowarzyszenia Pisarzy Polskich (Warszawa) oraz Związku Pisarzy Szwedzkich. W 1989 roku prezydent Ryszard Kaczorowski odznaczył go Złotym Krzyżem Zasługi. W 1995 prezydent Lech Wałęsa odznaczył go Krzyżem Oficerskim Orderu Zasługi Rzeczypospolitej Polskiej. W 1999 roku Polski Ośrodek Międzynarodowego Instytutu Teatralnego przyznał mu Nagrodę im. Stanisława Ignacego Witkiewicza w uznaniu zasług w popularyzacji polskiego teatru na świecie. W 2001 roku Polonia szwedzka przyznała mu tytuł Polaka Roku.

## Wybrane publikacje
- Strindberg a teatr polski w latach 1890-1970 (1977, wyd. polskie 2000)[9]
- Polen i svensk press under andra världskriget (1986; obraz Polaków w prasie szwedzkiej podczas II wojny światowej)
- Polacy w Szwecji w latach II wojny światowej (1996; w języku polskim)